# 施瓦茨縣
施瓦茨縣（德語：Bezirk Schwaz）是奧地利蒂羅爾州的一個縣，位於該州的中部偏東，北鄰德國巴伐利亞州，東南鄰義大利博尔扎诺-上阿迪杰自治省。面積1,843.20平方公里。2001年人口74,834人。縣治施瓦茨。
下分39個市镇，其中1个城市，4集镇，34个普通市镇。